# Egzamin eksternistyczny
Egzamin eksternistyczny – płatny egzamin zewnętrzny wprowadzony w następujących szkołach:
- branżowa szkoła I stopnia
- branżowa szkoła II stopnia
- szkoła podstawowa dla dorosłych
- liceum dla dorosłych.

## Przedmioty zdawane na egzaminie eksternistycznym
W szkole podstawowej dla dorosłych:
- język angielski
- język francuski
- język niemiecki
- język polski
- język rosyjski
- informatyka
- matematyka
- chemia
- fizyka
- biologia
- geografia
- historia
- wiedza o społeczeństwie.

W liceum dla dorosłych i branżowej szkole I stopnia zdaje się o jeden przedmiot więcej – podstawy przedsiębiorczości.